# São Miguel do Pinheiro, São Pedro de Solis e São Sebastião dos Carros
São Miguel do Pinheiro, São Pedro de Solis e São Sebastião dos Carros (oficialmente: União das Freguesias de São Miguel do Pinheiro, São Pedro de Solis e São Sebastião dos Carros) é uma freguesia portuguesa do município de Mértola, com 275,38 km² de área e 816 habitantes (censo de 2021). A sua densidade populacional é 3 hab./km².

## História
Foi criada aquando da reorganização administrativa de 2013, resultando da agregação das antigas freguesias de São Miguel do Pinheiro, São Pedro de Solis e São Sebastião dos Carros.

## Demografia
A população registada nos censos foi:
| Distribuição da População por Grupos Etários | Distribuição da População por Grupos Etários | Distribuição da População por Grupos Etários | Distribuição da População por Grupos Etários | Distribuição da População por Grupos Etários | Distribuição da População por Grupos Etários |
| -------------------------------------------- | -------------------------------------------- | -------------------------------------------- | -------------------------------------------- | -------------------------------------------- | -------------------------------------------- |
| Antes da agregação                           |                                              |                                              |                                              |                                              |                                              |
| Ano                                          | 0-14 anos                                    | 15-24 anos                                   | 25-64 anos                                   | >= 65 anos                                   | Total                                        |
| 2001                                         | 127                                          | 150                                          | 645                                          | 576                                          | 1498                                         |
| 2011                                         | 51                                           | 67                                           | 473                                          | 454                                          | 1045                                         |
| Após a agregação                             |                                              |                                              |                                              |                                              |                                              |
| Ano                                          | 0-14 anos                                    | 15-24 anos                                   | 25-64 anos                                   | >= 65 anos                                   | Total                                        |
| 2021                                         | 49                                           | 40                                           | 335                                          | 392                                          | 816                                          |